# Католицизм в Монако
Католицизм в Монако. Католическая церковь Монако — часть всемирной Католической церкви. Католицизм — доминирующая религия в стране, католики составляют 90 % населения Монако, то есть около 27 тысяч человек. По данным сайта catholic-hierarchy.org в стране около 29 тысяч католиков. История Католической церкви Монако тесно связана с историей католичества во Франции.

## Статус
Монако — одно из пяти государств Европы, где католицизм объявлен государственной религией (прочие: Лихтенштейн, Мальта, Сан-Марино и Ватикан). Статья 9 Конституции Монако гласит:
Римско-католическая, апостольская религия является государственной религией.

## Современное состояние
Католическая церковь в стране состоит из единственной архиепархии Монако, которая находится в непосредственном подчинении Святому Престолу. Основана она была в 1887 году как епархия Монако, в 1981 году возведена в статус архиепархии. Кафедральным собором архиепархии служит собор Непорочного Зачатия Девы Марии. С 2000 года архиепархию возглавляет Бернар Сезар Августин Барси (Bernard César Augustin Barsi).
В стране 18 священников, из которых 13 епархиальных и 5 монашествующих, 15 монахинь, 6 приходов.